# Vlag van Quindío

Vlag van Quindío

De vlag van Quindío is een verticale driekleur in de kleuren groen, geel (goud) en paars. Ze is ontworpen door Solita Lozano de Go'mez.
De drie kleuren hebben elk een symbolische betekenis. Het groen staat voor het landschap van Quindío en daarnaast voor de landbouw; in het bijzonder de verbouw van koffie die belangrijk is voor het departement. Het geel symboliseert het belang dat de economie van Quindío heeft voor de Colombiaanse economie. De paarse band staat voor de kwaliteit van de koffie die in Quindío verbouwd wordt.